# Lito Vitale
Héctor Facundo Vitale (né le 1er décembre 1961 à Villa Adelina), mieux connu sous le nom de Lito Vitale, est un compositeur et multi-instrumentiste argentin. Au cours de sa longue carrière, il touche à un large éventail de genres musicaux, tels que le tango, le folk, le rock, le jazz et, en général, le fusion. Parmi les groupes qu'il a dirigés, citons le trio Vitale-Baraj-González, le Lito Vitale Cuarteto et son duo avec Juan Carlos Baglietto.
Vitale a composé des bandes originales pour de nombreux films argentins. Il remporte deux prix Konex et un disque d'or en Espagne pour son album Ese amigo del Alma.

## Biographie
Pianiste, il commence très jeune à jouer du piano à la maison, sous la houlette de son père Rubens Vitale, également musicien. Avec d'autres musiciens du quartier de San Isidro, dans le Grand Buenos Aires, il forme la coopérative musicale MIA (initiales de Músicos Independientes Asociados) alors qu'il n'avait que 12 ans. MIA devient populaire sur la scène du rock progressif à la fin des années 1970. D'autres musiciens commencent par MIA, notamment sa sœur Liliana, la chanteuse Verónica Condomí et les instrumentistes Juan del Barrio et Daniel Curto.
Après MIA, Vitale entame une série de collaborations avec de nombreux musiciens argentins. Il joue et enregistre avec Dino Saluzzi, puis avec Bernardo Baraj (saxophone) et avec Lucho González (guitare), il forme le groupe El Trío. Cette formation adapte des classiques du tango, de la milonga et du folk, ce qui lui vaut une grande popularité auprès des étudiants, du public de jazz et des programmateurs de radio, une sorte d'équivalent local des artistes du label ECM tels que Pat Metheny ou le quartette européen de Keith Jarrett.
En 1983, il sort son premier album, Vital. En 1988, il forme le Lito Vitale Cuarteto (avec Marcelo Torres, Manuel Miranda et Christian Judurcha), dont le premier album, Ese Amigo de Alma, devient disque d'or en Espagne et se vend à 200 000 exemplaires rien qu'en Argentine. D'autres albums importants tels que La Senda infinita et La Cruz del Sur confirment Vitale comme l'une des figures de proue de la nouvelle musique.
Il collabore à plusieurs reprises avec Patricio Rey y sus Redonditos de Ricota dans certains de leurs albums en tant qu'invité, par exemple dans Gulp! (sur la chanson Ñam fri frufi frufi fali fru), La Mosca y la Sopa (sur la chanson Blues de la Artillería) et Luzbelito (sur les chansons Blues de la Libertad, Mariposa Pontiac - rock del país et Rock Yugular), ainsi que dans Último Bondi a Finisterre (sur les chansons Drogocop et La Pequeña Novia del Carioca).
Dans les années 1990, il enregistre des tangos avec Juan Carlos Baglietto, et reçoit un Latin Grammy Award pour cette collaboration en 2000. Au cours de ces mêmes années, il enregistre des morceaux de jazz avec Lucho González et le flûtiste Rubén Izarrualde. C'est avec cette formation qu'il participe au festival de jazz de Montreux en 1998. En 2023, il organise la tournée Ese Amigo del Alma pour fêter ses 30 ans.

## Vie personnelle
En 1982, alors que Lito Vitale est en couple avec Verónica Condomí, qui donne naissance à leur fille Mariela Vitale, plus connue sous le nom de scène d'Emme.

## Distinctions
Il remporte le prestigieux prix Konex à trois reprises : en tant qu'arrangeur en 1995 et 2015, et en tant qu'instrumentiste en 2005. En 2022, il est reconnu comme personnalité exceptionnelle de la ville de Buenos Aires dans le domaine de la culture par l'assemblée législative de la ville autonome de Buenos Aires. 

## Discographie partielle
- 1981 : Sobre miedos, creencias y supersticiones (Ciclo 3)
- 1983 : Quitapenas (Ciclo 3)
- 1983 : Vital
- 1984 : A 2 pianos - en vivo, avec Manolo Juárez (Ciclo 3)
- 1985 : Cumbo-Vitale-González (Ciclo 3)
- 1985 : Solo (Ciclo 3)
- 1987 : Lito Vitale Cuarteto (Ciclo 3)
- 1987 : En solitario (Ciclo 3)
- 1988 : Ese amigo del alma (Ciclo 3)
- 1989 : La senda infinita (Ciclo 3)
- 1990 : Viento sur (Ciclo 3)
- 1991 : La excusa (Ciclo 3)
- 1991 : Un día antes de ayer (Ciclo 3)
- 1991 : Kuarahy (Ciclo 3)
- 1992 : Sobre riesgos y memorias (Ciclo 3)
- 1993 : Lito Vitale y La cruz del sur (Ciclo 3)
- 1993: Juntando almas (Ciclo 3)
- 1994: Más allá del mar (Ciclo 3)
- Cuentos de la media luna
- 1995 : Juntando almas II - La memoria del tiempo (Ciclo 3)
- 1995 : Pantallas (Ciclo 3)
- 1996 : Solo piano (Ciclo 3)
- 1997 : Laberinto sin ley (Ciclo 3)
- 1997 : Cuando el río suena (EMI Odeon)
- 1997 : Tracción a cuerda (Helvens)
- 1997 : Pantalla de Agua (Helvens)
- 1998 : El grito sagrado
- 1998 : Desde casa (EMI Odeon)
- 1998 : Un Mundo próximo (EMI Odeon)
- 2000 : Día del Milenio (Ciclo 3)
- 2001 : Todos estos años (6 CD) (Ciclo 3)
- 2002 : Música para soñar y reposar - Volumen I: Rock argentino (Ciclo 3)
- 2002 : Música para soñar y reposar - Volumen II: Tango y Foklore argentino (Ciclo 3)
- 2002 : Música para soñar y reposar - Volumen III: Originales (Ciclo 3)
- 2002 : Un solo destino
- 2003 : Nebbia y Vitale - La melancolía total, avec Litto Nebbia (Discos Melopia S.A.)
- 2004 : Cuatro calmas (Sony Music)
- 2004 : El hombre de la corbata roja (Ciclo 3)
- 2005 : Vivo en Argentina (live)  (Ciclo 3)
- 2006 : Adiós hermano cruel (Ciclo 3)
- 2006 : Escuchame en el Ruido Vol. 1 (Ciclo 3)
- 2006 : Escuchame en el Ruido Vol. 2 (Ciclo 3)
- 2007 : El otro (Sony BMG)
- 2008 : Nuevo Trío (Ciclo 3)
- 2008 : Serie de oro - Grandes Éxitos (EMI Odeon)
- 2013 : Federal Tango (Ciclo 3)